# Pissy Pamper
«Pissy Pamper» (также известна как «Kid Cudi») — неизданная песня американских рэпера Young Nudy и продюсера Pi’erre Bourne при участии Playboi Carti. Первоначально песня утекла в сеть 18 апреля 2019 года. Неофициальная загруженная на стриминги версия песни, включающая только куплет Playboi Carti, возглавила чарт Spotify US Viral 50 в конце мая 2019 года.
22 декабря 2020 года фрагмент с куплетом американского рэпера и певца Кида Кади был показан Playboi Carti в Твиттере, что вызвало слухи о выпуске песни в альбоме Whole Lotta Red. Однако трек не был выпущен из-за проблем с правами на сэмпл.

## История
«Pissy Pamper» был спродюсирован Pi'erre Bourne для Sli’merre, его совместного микстейпа с Young Nudy. Песня не была включена в трек-лист из-за проблем с очисткой сэмпла. Young Nudy отправил песню Playboi Carti, чтобы тот записал куплет. Получив запись обратно, Nudy сказал: «Чувак, о чём, чёрт возьми, говорит Carti? Он звучит как долбанный ребёнок».
Куплет Playboi Carti впервые был показан в Instagram Live в марте 2019 года. Песня была прозвана «Kid Cudi» из-за того, что Carti дважды упомянул имя американского рэпера Кида Кади.

## Описание
Песня содержит сэмплы песни японской певицы Маи Яманэ 1980 года «Tasogare» и трека «Living Inside Your Love» джазового гитариста Эрла Клу. Это «джазовая поп-песня», в которой Young Nudy и Playboi Carti обмениваются «обкуренными мыслями» на своих куплетах. Картер использует свой вирусный Baby Voice. Песня просочилась в сеть 18 апреля 2019 года.
Десятиклассник под именем Lil Kambo загрузил куплет Playboi Carti в Spotify под названием «Kid Carti». В интервью Genius Kambo рассказал: «Сначала я создал свою учётную запись Spotify, чтобы публиковать песни, которых ещё нет там. Пару недель спустя песня просочилась в сеть, и я разместил её, не думая о том, насколько популярной она станет». Неофициальная версия возглавила чарт US Viral 50 20 мая 2019 года с более чем двумя миллионами потоков. Песня была удалена из Spotify 22 мая 2019 года. К 26 июня 2019 года ещё одна неофициальная версия под названием «Kid Cudi Only Carti» от YungGen поднялась в пятёрку лучших в чарте Spotify Viral 50, но затем также была удалена.
В мае 2019 года в интервью Pitchfork Young Nudy заявил, что ему «плевать» на то, что песня не попала на Sli'merre. Он добавил: «Иногда вы думаете, что написали лучшую песню в мире, а кто-то неожиданно заявляет: „Вы не можете использовать этот сэмпл“. Ты просто должен двигаться дальше». Young Nudy повторил, что ему «плевать» на то, что песня просочилась, в интервью The Fader в июне 2019 года.

## Оценки
27 июня 2019 года на шоу Колина Макинроя назвали «Pissy Pamper»  претендентом на премию «Песня лета 2019 года». В статье, опубликованной в июле 2019, Дуглас Марковиц из Phoenix New Times включил «Pissy Pamper» в список «Любимых песен 2019 года». Pitchfork поместил «Pissy Pamper» на 43-е место в списке 100 лучших песен 2019 года.